# 列別金
列别金（羅馬化：Lebedyn，發音：[ɫebeˈdɪn]），或譯萊貝丁，是乌克兰北部蘇梅州蘇梅區列别金市镇内的城市及该市镇的行政中心，2020年7月18日前为该州的州辖市。該市距離州府蘇梅52公里，始建於1652年，面積27.4平方公里，海拔高度118米，2022年人口数量为23,892人。該市附近有空軍基地。

## 图集

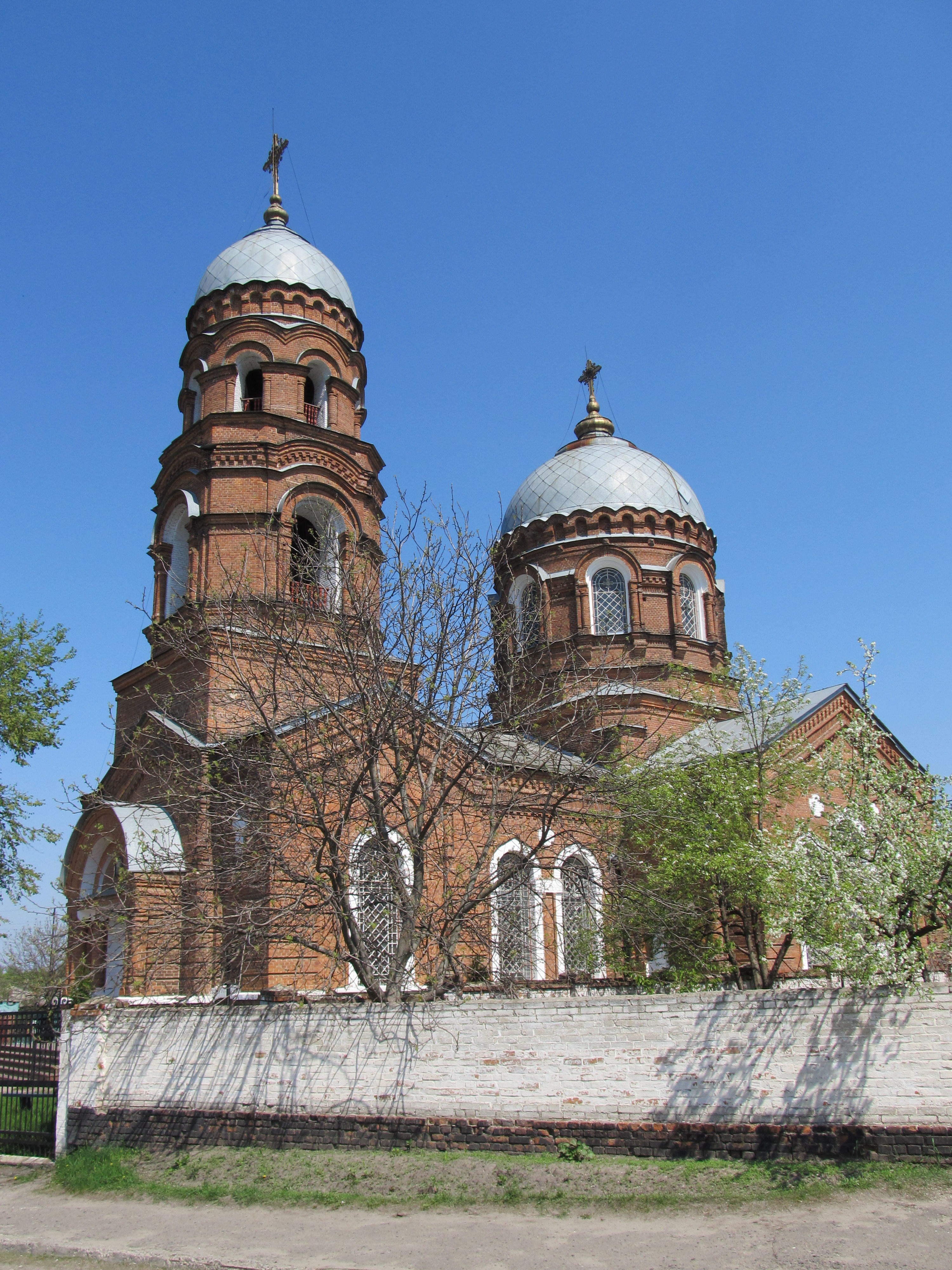
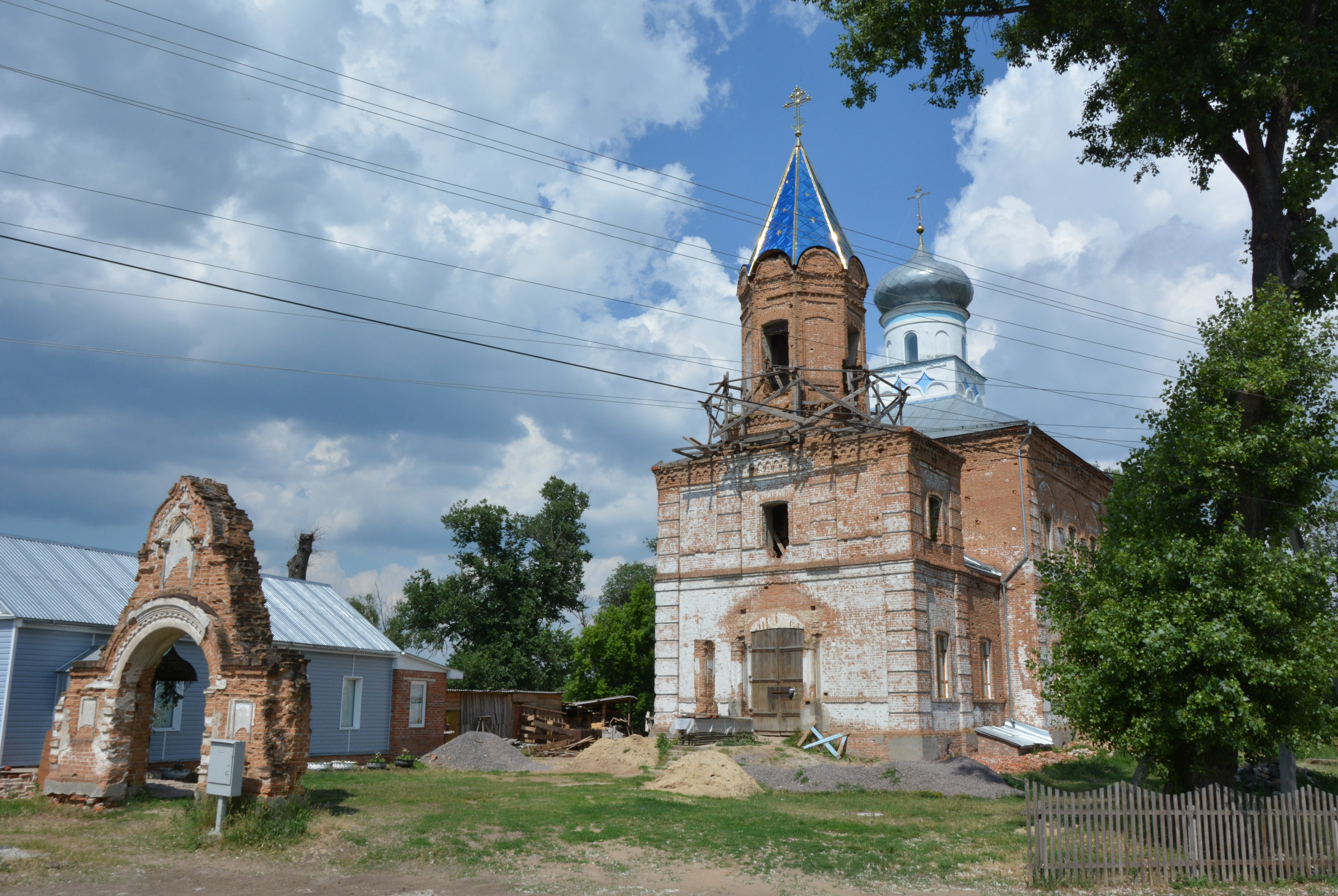
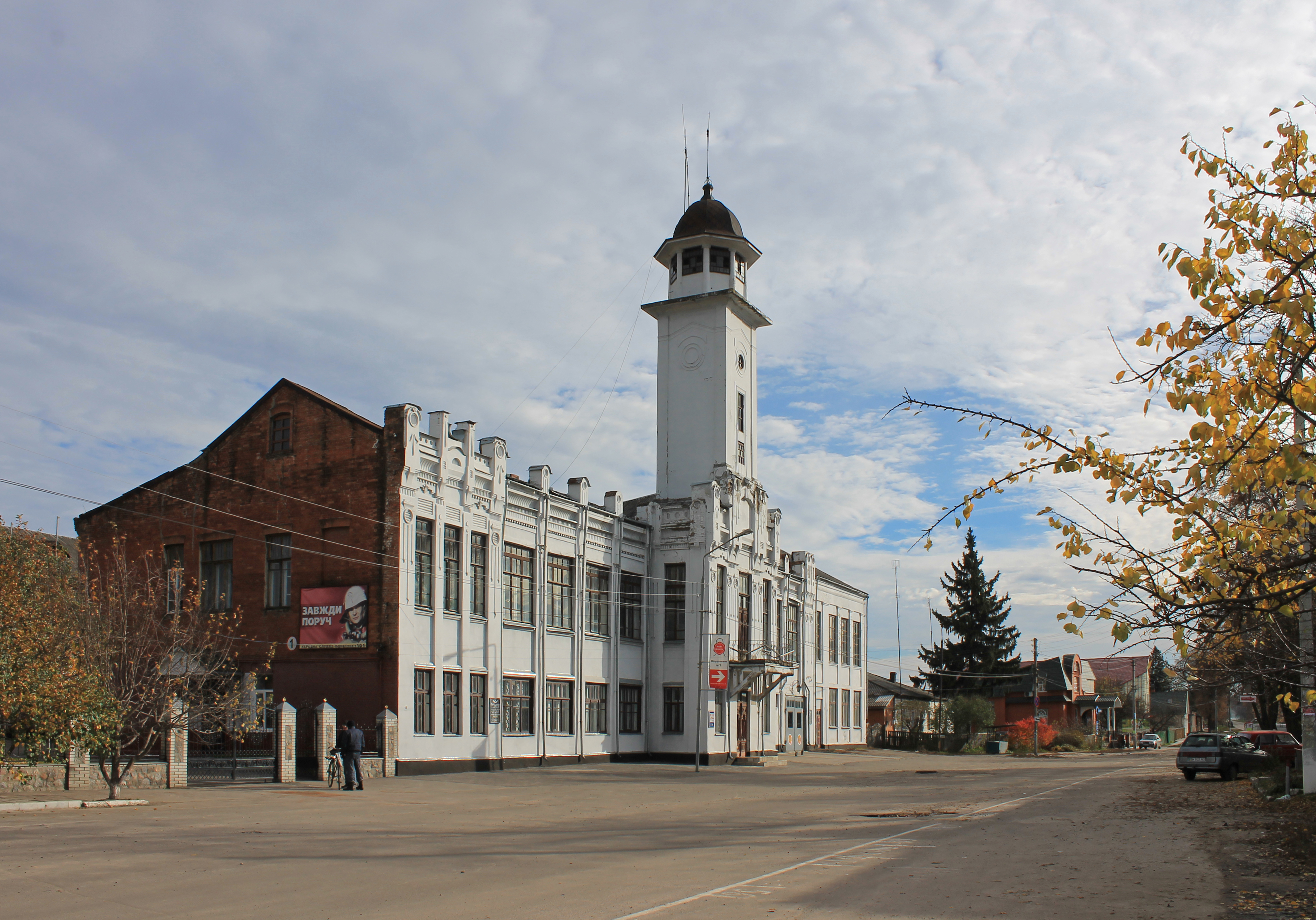
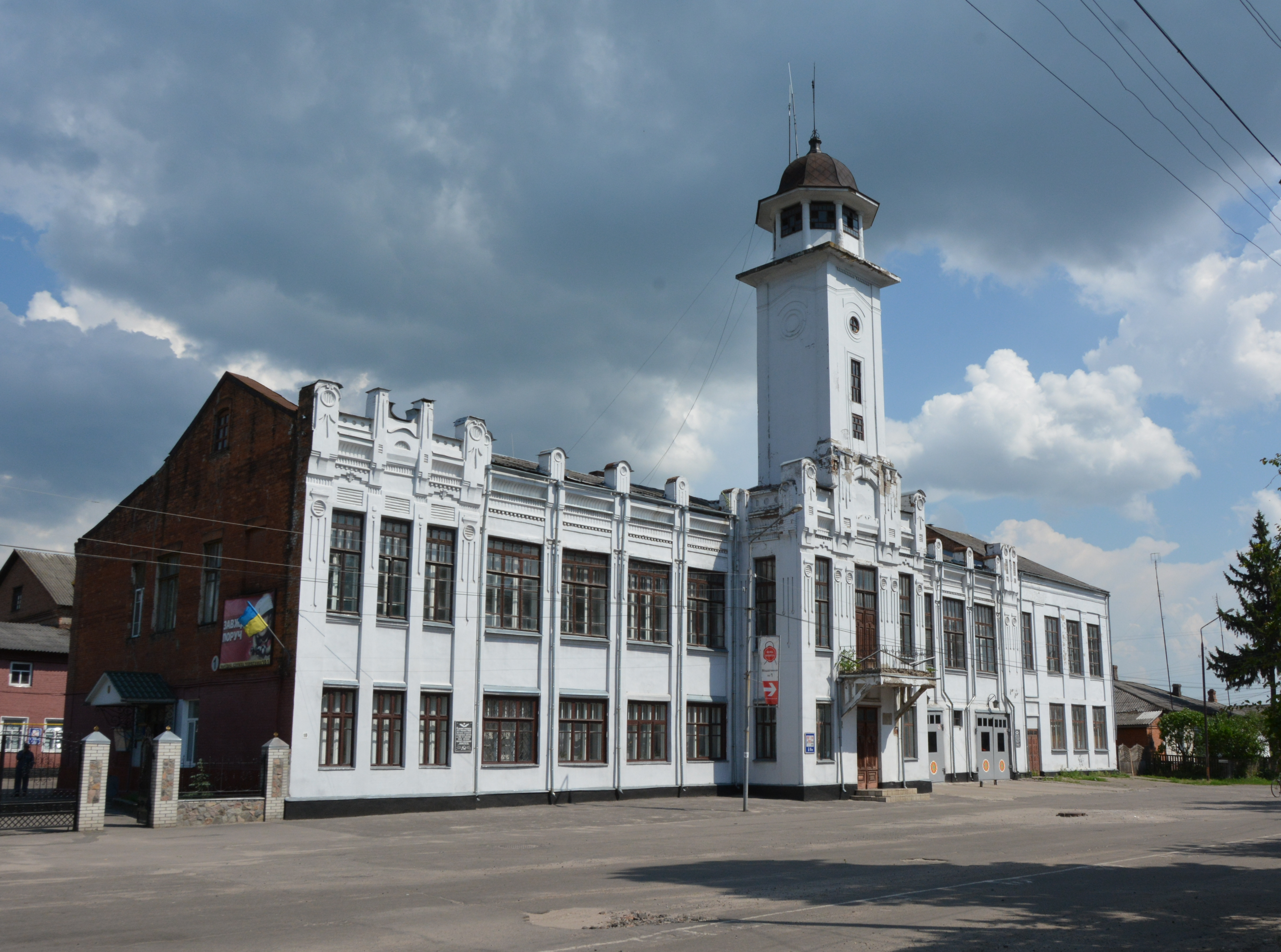